# Bob Hearts Abishola
Bob Hearts Abishola, ook wel Bob ♥️ Abishola, is een Amerikaanse komische televisieserie met in de titelrollen Billy Gardell en Folake Olowofoyeku. De serie werd bedacht door Chuck Lorre, Eddie Gorodetsky, Al Higgins en Gina Yashere; de laatste heeft eveneens een vaste bijrol in het programma. In de Verenigde Staten werd Bob Hearts Abishola vanaf 23 september 2019 uitgezonden door televisienetwerk CBS. In mei 2024 kwam er na vijf seizoenen een einde aan de serie.

## Verhaal
De gescheiden zakenman Bob Wheeler staat samen met zijn moeder, broer en zus aan het hoofd van MaxDot, een bedrijf dat sokken produceert. De incompetentie van zijn jongere broer en zus maakt echter dat de leiding grotendeels op zijn schouders rust. Wanneer Bob wegens een door stress veroorzaakt hartinfarct moet worden opgenomen in het ziekenhuis, wordt hij verliefd op zijn verpleegster Abishola, een Nigeriaanse immigrant. Zij is terughoudend, omdat ze officieel nog getrouwd is met een man die zijn gezin achterliet om weer terug te keren naar Nigeria. Haar tante Olu en oom Tunde, bij wie zij met haar zoon inwoont, vinden dat ze moet ingaan op Bobs avances.

## Rolverdeling
| Acteur                | Personage         | Opmerking                                      |
| --------------------- | ----------------- | ---------------------------------------------- |
| Billy Gardell         | Bob Wheeler       |                                                |
| Folake Olowofoyeku    | Abishola Adebambo |                                                |
| Christine Ebersole    | Dottie Wheeler    | Moeder van Bob, Douglas en Christina           |
| Matt Jones            | Douglas Wheeler   | Bobs broer, tweelingbroer van Christina        |
| Maribeth Monroe       | Christina Wheeler | Bobs zus, tweelingszus van Douglas             |
| Shola Adewusi         | Aunt Olu          | Tundes vrouw                                   |
| Barry Shabaka Henley  | Uncle Tunde       | Olu's man                                      |
| Travis Wolfe jr.      | Dele Adebambo     | Abishola's zoon                                |
| Vernée Watson         | Gloria Tyler      | Abishola's collega                             |
| Gina Yashere          | Kemi              | Abishola's vriendin en collega                 |
| Bayo Akinfemi         | Goodwin           | Net als zijn neef Kofo werknemer bij MaxDot    |
| Anthony Okungbowa     | Kofo              | Net als zijn neef Goodwin werknemer bij MaxDot |
| Saidah Arrika Ekulona | Ebun              | Abishola's moeder en zus van Olu               |
| Tony Tambi            | Chukwuemeka       | Kemi's vriend                                  |

## Afleveringen
Seizoen 1 (23 september 2019 – 13 april 2020)
1. Pilot
2. Nigerians Don't Do Useless Things
3. A Bird May Love a Fish
4. Square Hamburger, Round Buns
5. Whacking the Mole
6. Ralph Lauren and Fish
7. Tough Like a Laundromat Washing Machine
8. Useless Potheads
9. We Were Beggars, Now We Are Choosers
10. Ice Cream for Breakfast
11. Splitting the Hairs
12. There's My Nigerians
13. The Canadians of Africa
14. Full-Frontal Dottie
15. Black Ice
16. Where's Your Other Wives, Tunde?
17. A Big, White Thumb
18. Sock Wife!
19. Angry, Happy, Same Face
20. Randy's a Wrangler

Seizoen 2 (16 november 2020 – 17 mei 2021)
1. On a Dead Guy's Bench
2. Paris Is for Lovers, Not Mothers
3. Straight Outta Lagos
4. Camp Bananas
5. Sleeping Next to an Old Boat
6. A Tight Ass Is a Wonderful Thing
7. The Wrong Adebambo
8. Honest Yak Prices
9. Tunde the Boy King
10. The Cheerleader Leader
11. I Did Not Raise Him to Be a Teenager
12. We Don't Rat on Family
13. A Big African Bassoon
14. A Tough Old Bird
15. TLC: Tunde's Loving Care
16. Sights and Bites
17. The Devil's Taste Buds
18. God Accepts Venmo

Seizoen 3 (20 september 2021 – 23 mei 2022)
1. Welcome to Lagos
2. Bowango
3. Dud
4. Old Strokey
5. Greasy Badge of Honor
6. The Devil's Throuple
7. Fumble in the Dark
8. Light Duty
9. I'm Not Edsel
10. Tunde123
11. Cats in a Bathtub
12. Your Beans Are Flatlining
13. One Man, No Baby
14. Every Subpoena Is a Tiny Hug
15. Compress to Impress
16. I'll Sleep When I'm Dead
17. Inappropriate Nakedness
18. Greasy Underdog
19. Who Raised You
20. Wrangling a Greased Pig
21. A Little Slap and Tickle
22. Beard in Her Pulpit

Seizoen 4 (19 september 2022 – 22 mei 2023)
1. Touched by a Holy Hand
2. Bibles to Brothels
3. Americans and Their Dreams
4. Inner Boss Bitch
5. Kicked Outta the Dele Club
6. Two Rusty Tractors
7. Your Father's Kingdom
8. Estée Lauder and Goat Meat
9. Idle Nigerians
10. An Afro and a Peugeot
11. Twerk O' Clock
12. My Successful Lawyer Son
13. Happy People Are Lazy
14. Put That Toe on Ice
15. Every Character Is the Villain
16. Mmm, Fresh Baked Sock!
17. I'll Never Play Banjo Again
18. A Hundred CCs of Handsome
19. Keep That Under Your Gele
20. The Genius Who Fell Out of My Womb
21. Take Two Yellows and Go to Bed
22. Uncharted Waters of Mediocrity

‌Seizoen 5 (12 februari 2024 – 6 mei 2024)
1. The Dead Eyes of a Respectful Son
2. Kill the Cat
3. The Devil's Hot Tub
4. The Heart Attack Boys
5. Tayo Time
6. A Tablespoon of Dad
7. Worth the Cooties
8. My Michelle Obama
9. Sad Cupcakes
10. Diamonds Are Made to Sparkle
11. These Giants Are Flexible
12. Olu! I Popped!
13. Find Your Bench

‌